# Krzysztof Pilecki
Krzysztof Pilecki (ur. 1958) – polski artysta fotografik. Członek Okręgu Śląskiego Związku Polskich Artystów Fotografików. Członek Klubu Fotograficznego KRON w Tychach (1976–1983). Członek i współzałożyciel Grupy Twórczej HARD (1984–1986). Członek Katowickiego Towarzystwa Fotograficznego.

## Życiorys
Fotografuje od 1972 roku – związany z Tychami, związany ze śląskim środowiskiem fotograficznym aktywnie uczestniczył w pracach Klubu Fotograficznego KRON, Grupy Twórczej HARD i Katowickiego Towarzystwa Fotograficznego. Jest członkiem fotograficznej Grupy 999. Szczególne miejsce w jego twórczości zajmuje fotografia krajobrazowa, pejzażowa (w dużej części Śląska), fotografia socjologiczna, fotografia społeczna oraz fotografia reklamowa. Od 1992 roku do 1995 był wykładowcą fotografii w na Akademii Sztuk Pięknych w Katowicach. W latach 2008–2018 był pracownikiem Wydziału Radia i Telewizji Uniwersytetu Śląskiego w Katowicach, gdzie prowadził pracownię fotografii analogowej i pracownię fotografii cyfrowej.   
Krzysztof Pilecki jest autorem i współautorem wielu wystaw fotograficznych; indywidualnych (m.in. w Bielsku-Białej, Bytomiu, Chorzowie, Duisburgu, Gliwicach, Katowicach, Rzeszowie, Tychach), zbiorowych – w Polsce i za granicą (m.in. w Edynburgu, Hongkongu, Ludwigshafen, Waszyngtonie) oraz poplenerowych. Jego fotografie były wielokrotnie prezentowane na wielu wystawach pokonkursowych (krajowych i międzynarodowych), na których otrzymywały wiele akceptacji, nagród, wyróżnień, dyplomów i listów gratulacyjnych. W 1985 roku został przyjęty w poczet członków rzeczywistych Okręgu Śląskiego Związku Polskich Artystów Fotografików, w którym pełnił funkcje sekretarza Zarządu oraz przewodniczącego Komisji Kwalifikacyjnej Okręgu Śląskiego ZPAF (legitymacja nr 608).  
Fotografie Krzysztofa Pileckiego znajdują się w zbiorach Muzeum Miejskiego w Tychach oraz w zbiorach muzealnych w Duisburgu, Edynburgu, Katowicach i Sosnowcu. 